# تاللیکولوو
تاللیکولوو (انگلیسی: Tallykulevo) یک شهرک در شهرستان بوزدیاکسکی باشقیرستان کشور روسیه است.